# Xestobium marginicolle
Xestobium marginicolle är en skalbaggsart som först beskrevs av Leconte 1859.  Xestobium marginicolle ingår i släktet Xestobium och familjen trägnagare. Inga underarter finns listade i Catalogue of Life.